# Macrojoppa altibia
Macrojoppa altibia är en stekelart som beskrevs av Embrik Strand 1921. Macrojoppa altibia ingår i släktet Macrojoppa och familjen brokparasitsteklar. Inga underarter finns listade i Catalogue of Life.